# Иравади (округ)
Ирава́ди (бирм. ဧရာဝတီ — Эявади) — административная область в Мьянме, расположенная в дельте реки Иравади. Граничит с административными областями Пегу на севере, Янгон на востоке и выходит на Бенгальский залив на западе и Андаманское море на юге. На северо-западе граничит с национальной областью Ракхайн. Округ находится между 15° 40' и 18° 30' с.ш., между 94° 15' и 96° 15' в.д.. Население округа 7 759 243 (2012) человек, это второй населённый округ в Мьянме по численности населения. Плотность населения — 220,82 чел./км².

## История
На территории округа традиционно обитали моны. Позднее область заняли бирманцы, в XI веке некоторое время область удерживали араканцы.

## Демография
Бирманцы и карены составляют большинство населения, на западе вдоль побережья живут также араканцы. Большинство — буддисты, небольшая часть населения исповедует христианство и ислам. Бирманский — основной язык.

## Административное деление
Округ разделён на 6 районов — Бассейн, Хинтада, Мьяунгмья, Маубин, Пьяпон и Лабута (август 2008 г.). Бассейн — административный центр и крупнейший город округа. Другие крупные города — Хинтада, Пхьяпоун, Богале, Моламьяйнджун.

## Экономика
Округ покрыт лесами и лесозаготовка — важная отрасль экономики.
Плодородные почвы создают особенно хорошие условия для выращивания риса, область является житницей всей страны. Выращиваются также масличные, джут, кукуруза, каучуконосы, табак, овощи. Развито рыболовство.

## Туризм
Хотя округ представляет хороший потенциал для туризма за счёт пляжей и большого озера Инье, туристская инфраструктура плохо развита. В городе Бассейн много исторических памятников. Имеется выход к побережью Бенгальского залива.